# Louis Dicaire
Pour les articles homonymes, voir Dicaire.
Louis Dicaire, né le 29 août 1946 à Montréal et mort le 19 juillet 2020 dans la même ville, était un évêque canadien. Il était l'évêque auxiliaire de Saint-Jean–Longueuil.

## Biographie
Né à Montréal, Louis Dicaire fit ses études au Collège André-Grasset et au Collège Saint-Jean-Vianney. Entré au Grand Séminaire de Montréal, il obtint son baccalauréat en théologie en 1973 et sa maîtrise en pastorale à l'Université de Sherbrooke en 1983.
De 1983 à 1985, il étudia la théologie dogmatique et la théologie sacramentaire à l'Université grégorienne et à l'Institut pontifical de Saint-Anselme. Il a exercé son ministère dans les paroisses Jean XXIII, Purification de la B.V.M., Sainte-Colette et Saint-Joseph de Mont-Royal.
Il a été aumônier des scouts du mont Royal, secrétaire épiscopal et membre de la famille pontificale. De 1996 à 1999, il est vicaire épiscopal pour la région de l'est de Montréal. En 1999, il est nommé évêque auxiliaire de Montréal et évêque titulaire de Thizica (de). Jusqu'en 2002, il avait la responsabilité des aménagements paroissiaux.
En 2001 et 2002, il devient vicaire général et modérateur de la curie diocésaine. En 2003 et 2004, il est curé à la cathédrale catholique de Montréal. Il est ensuite nommé évêque auxiliaire de Saint-Jean–Longueuil. À l'Assemblée des évêques catholiques du Québec, il avait été membre de la commission de la liturgie, de théologie et des communications sociales.